# Геронімово
Геронімово (пол. Hieronimowo) — село в Польщі, у гміні Міхалово Білостоцького повіту Підляського воєводства.
Населення — 137 осіб (2011).
У 1975-1998 роках село належало до Білостоцького воєводства.

## Демографія
Демографічна структура станом на 31 березня 2011 року:
|          | Загалом | Допрацездатний вік | Працездатний вік | Постпрацездатний вік |
| -------- | ------- | ------------------ | ---------------- | -------------------- |
| Чоловіки | 79      | 18                 | 58               | 3                    |
| Жінки    | 58      | 14                 | 35               | 9                    |
| Разом    | 137     | 32                 | 93               | 12                   |